# Sociedad Deportiva Zalatambor
La Sociedad Deportiva Zalatambor es un equipo español de fútbol sala de la ciudad de Estella en Navarra. Fue fundado en 1994. Habitualmente jugaba en la Segunda División B (fútbol sala), (llamada Primera Nacional "A" hasta la temporada 2010-2011) LNFS, pero desde el año 2013 renunció a disputar competiciones en categoría nacional.

## Historia
A principios de los años 90 un grupo de jugadores aficionados que compiten en diferentes equipos del Campeonato Social de Fútbol Sala de Estella  y en clubs de fútbol de Tierra Estella, forman un equipo con el patrocinio de Bar Stop y participan de manera brillante en varios torneos de 24 horas de fútbol sala.

En 1994 deciden crear la Sociedad Deportiva Zalatambor y con el patrocinio de Bar Estación, se federan y empiezan a competir.
Con el patrocinio de Perfiles Sintal consiguen ascender a Segunda División de fútbol sala (llamada División de Plata). El último patrocinador fue Area 99 y el equipo compitió en la Segunda B de fútbol sala.

El club desaparece en 2013 por problemas económicos. Aunque la sociedad sigue siendo quién organiza el Torneo Social de Fútbol Sala que cuenta con la participación de jóvenes y aficionados de todas las edades, de la localidad de Estella y pueblos cercanos.

## Palmarés
Temporadas en Segunda División de fútbol sala.

## Torneo Social deEstella
Actualmente el club se encarga de la organización del Torneo Social de Fútbol Sala de Estella que goza con prestigio en la zona.